# سفرهای خارجی دولت چهاردهم
این مطلب به فهرست سفرهای خارجی نهمین رئیس‌جمهور ایران، مسعود پزشکیان در دولت چهاردهم از ابتدای آغاز این دولت تاکنون می‌پردازد.

## فهرست سفرها
| سال ۱۴۰۳    | سال ۱۴۰۳     | سال ۱۴۰۳         | سال ۱۴۰۳             | سال ۱۴۰۳   | سال ۱۴۰۳    | سال ۱۴۰۳              | سال ۱۴۰۳                                                                                 | سال ۱۴۰۳ |
| تعداد سفرها | قاره         | کشور             | استان(ها)            | تاریخ شروع | تاریخ پایان | رئیس کشور             | توضیحات                                                                                  | منبع     |
| ----------- | ------------ | ---------------- | -------------------- | ---------- | ----------- | --------------------- | ---------------------------------------------------------------------------------------- | -------- |
| ۱           | آسیا         | اقلیم کردستان    | اربیل سلیمانیه       | ۱۴۰۳/۶/۲۱  | ۱۴۰۳/۶/۲۲   | نچیروان ادریس بارزانی | دیدار با مقامات اقلیم کردستان و بازدید از کتابخانه‌ها و مناطق دیدنی                       | [ ۳ ]    |
| ۲           | آسیا         | عراق             | بغداد نجف کربلا بصره | ۱۴۰۳/۶/۲۲  | ۱۴۰۳/۶/۲۳   | عبداللطیف رشید        | دیدار رسمی با مقامات دولت عراق و زیارت حرم امامان شیعه                                   | [ ۴ ]    |
| ۳           | آمریکا شمالی | آمریکا           | نیویورک              | ۱۴۰۳/۷/۱   | ۱۴۰۳/۷/۵    | جو بایدن              | حضور در مجمع عمومی سازمان ملل متحد                                                       | [ ۵ ]    |
| ۴           | آسیا         | قطر              | دوحه                 | ۱۴۰۳/۷/۱۱  | ۱۴۰۳/۷/۱۳   | تمیم بن حمد آل ثانی   | شرکت در اجلاس سران مجمع گفتگوی همکاری آسیا                                               | [ ۶ ]    |
| ۵           | آسیا         | ترکمنستان        | عشق‌آباد              | ۱۴۰۳/۷/۱۹  | ۱۴۰۳/۷/۲۰   | سردار بردی‌محمداف      | شرکت در مراسم بزرگداشت مختومقلی فراغی                                                    | [ ۷ ]    |
| ۶           | اروپا        | روسیه            | کازان                | ۱۴۰۳/۸/۱   | ۱۴۰۳/۸/۳    | ولادیمیر پوتین        | شرکت در نشست سران عضو بریکس                                                              | [ ۸ ]    |
| ۷           | آفریقا       | مصر              | قاهره                | ۱۴۰۳/۹/۲۸  | ۱۴۰۳/۹/۲۹   | عبدالفتاح سیسی        | شرکت در نشست D8                                                                          | [ ۹ ]    |
| ۸           | آسیا         | تاجیکستان        | دوشنبه               | ۱۴۰۳/۱۰/۲۶ | ۱۴۰۳/۱۰/۲۸  | امام‌علی رحمان         | دیدار دوجانبه و امضای قراردادها                                                          | [ ۱۰ ]   |
| ۹           | اروپا        | روسیه            | مسکو                 | ۱۴۰۳/۱۰/۲۸ | ۱۴۰۳/۱۰/۲۹  | ولادیمیر پوتین        | دیدار دوجانبه و امضای تفاهم‌نامه همکاری ایران و روسیه                                     | [ ۱۱ ]   |
| ۱۰          | اروپا        | جمهوری آذربایجان | باکو                 | ۱۴۰۴/۲/۸   | ۱۴۰۴/۲/۹    | الهام علی اف          | دیدار دوجانبه و امضای تفاهم‌نامه های همکاری                                               | [ ۱۲ ]   |
| ۱۱          | آسیا         | عمان             | مسقط                 | ۱۴۰۴/۳/۷   | ۱۴۰۴/۳/۸    | هیثم بن طارق آل سعید  | دیدار دوجانبه و امضای تفاهم‌نامه های همکاری                                               |          |
| ۱۲          | اروپا        | جمهوری آذربایجان | خانکندی              | ۱۴۰۴/۴/۱۳  | ۱۴۰۴/۴/۱۴   | الهام علی اف          | شرکت در نشست سران عضو اکو                                                                |          |
| ۱۳          | آسیا         | پاکستان          | اسلام‌آباد            | ۱۴۰۴/۵/۱۱  | ۱۴۰۴/۵/۱۲   | آصف‌علی زرداری         | دیدار دو‌جانبه و امضای تفاهم‌نامه های همکاری                                               |          |
| ۱۴          | اروپا        | ارمنستان         | ایروان               | ۱۴۰۴/۵/۲۷  | ۱۴۰۴/۵/۲۸   | نیکول پاشینیان        | دیدار دو‌جانبه و امضای تفاهم‌نامه های همکاری و گفت و گو در ارتباط با مسئله گذرگاه زانگه‌زور |          |
| ۱۵          | اروپا        | بلاروس           | مینسک                | ۱۴۰۴/۵/۲۹  | ۱۴۰۴/۵/۳۰   | الکساندر لوکاشنکو     | دیدار دو‌جانبه و امضای تفاهم‌نامه های همکاری                                               |          |

## اقلیم کردستان عراق
مسعود پزشکیان، رئیس‌جمهور ایران، در سفری رسمی در تاریخ ۲۱ شهریور ۱۴۰۳ به اقلیم کردستان عراق سفر کرد. این سفر، که نخستین سفر خارجی پزشکیان پس از انتخاب به عنوان رئیس‌جمهور بود، از جنبه‌های مختلف حائز اهمیت تلقی می‌شود.
این سفر با هدف تقویت روابط دوجانبه، گسترش همکاری‌های اقتصادی و فرهنگی، و رایزنی در مورد مسائل منطقه‌ای انجام شد. اقلیم کردستان عراق به دلیل هم‌مرزی با ایران و اشتراکات فرهنگی و تاریخی، از اهمیت ویژه‌ای برای جمهوری اسلامی ایران برخوردار است.
پزشکیان در این سفر دو روزه با مقامات ارشد اقلیم کردستان، از جمله نچیروان بارزانی، رئیس اقلیم، دیدار و گفتگو کرد. در این دیدارها، طرفین بر گسترش همکاری‌ها در زمینه‌های مختلف، از جمله انرژی، تجارت، و گردشگری، تأکید کردند. همچنین، مسائل مربوط به امنیت منطقه و مبارزه با تروریسم مورد بحث و تبادل نظر قرار گرفت.
علاوه بر دیدار با مقامات رسمی، پزشکیان از برخی پروژه‌های اقتصادی و فرهنگی در اقلیم کردستان بازدید کرد و با فعالان اقتصادی و فرهنگی این منطقه دیدار و گفتگو کرد.
این سفر بازتاب گسترده‌ای در رسانه‌های ایران و اقلیم کردستان داشت. بسیاری از تحلیلگران، این سفر را گامی مثبت در جهت تقویت روابط دوجانبه و گسترش همکاری‌های منطقه‌ای ارزیابی کردند.
از جمله نتایج مهم این سفر می‌توان به موارد زیر اشاره کرد:
- تأکید بر گسترش همکاری‌های اقتصادی و تجاری[۱۳]
- توافق بر سر همکاری‌های بیشتر در زمینه انرژی[۱۶][۱۷]
- تأکید بر اهمیت حفظ ثبات و امنیت در منطقه[۱۶]

در خلال این سفر موضوعات مختلفی مورد بحث و تبادل نظر قرار گرفت. از جمله موضوعات مهم مطرح شده می‌توان به:
- گسترش همکاری‌های اقتصادی و تجاری فی مابین.
- همکاری در حوزه انرژی
- مسائل امنیتی منطقه
- اهمیت پایداری امنیت منطقه
- همکاری‌های رسانه ای[۱۸][۱۹]

همچنین این سفر به عنوان اولین سفر خارجی رئیس‌جمهور جدید ایران حائز اهمیت بود.

## عراق
سفر مسعود پزشکیان به عراق، اولین سفر خارجی وی پس از انتخاب به عنوان رئیس‌جمهور ایران، از اهمیت ویژه‌ای برخوردار بود. این سفر سه روزه، که از تاریخ ۲۱ شهریور ۱۴۰۳ آغاز شد، با هدف تقویت روابط دوجانبه، گسترش همکاری‌های اقتصادی و فرهنگی، و رایزنی در مورد مسائل منطقه‌ای انجام شد.
پزشکیان در این سفر سه روزه، از شش شهر عراق، از جمله بغداد، اربیل، سلیمانیه و بصره، بازدید کرد. او با مقامات ارشد عراقی، از جمله رئیس‌جمهور، نخست‌وزیر و رئیس شورای عالی قضایی، دیدار و گفتگو کرد. همچنین، وی اولین رئیس‌جمهور ایران بود که از منطقه کردستان بازدید کرد و با رهبران در اربیل و سلیمانیه دیدار داشت.
در این دیدارها، طرفین بر گسترش همکاری‌ها در زمینه‌های مختلف، از جمله انرژی، تجارت، و گردشگری، تأکید کردند. همچنین، مسائل مربوط به امنیت منطقه و مبارزه با تروریسم مورد بحث و تبادل نظر قرار گرفت.
علاوه بر دیدارهای سیاسی، پزشکیان از اماکن مقدس در کاظمین، نجف و کربلا بازدید کرد و با رهبران تجاری، بازیگران اقتصادی و ایرانیان مقیم بغداد دیدار داشت. او همچنین با اعضای چارچوب هماهنگی شیعه و چهره‌های برجسته عراقی دیدار کرد. آخرین توقف او در بصره بود، جایی که او با نخبگان فرهنگی، مذهبی، دانشگاهی و رهبران قبایل ارتباط برقرار کرد.
در طول این سفر، ایران و عراق ۱۴ توافقنامه همکاری امضا کردند. این سفر بازتاب گسترده‌ای در رسانه‌های ایران و اقلیم کردستان داشت. بسیاری از تحلیلگران، این سفر را گامی مثبت در جهت تقویت روابط دوجانبه و گسترش همکاری‌های منطقه‌ای ارزیابی کردند.

## آمریکا
سفر مسعود پزشکیان، رئیس‌جمهور ایران، به نیویورک برای شرکت در هفتاد و نهمین مجمع عمومی سازمان ملل متحد، از اهمیت ویژه‌ای برخوردار بود. این سفر، که با هدف بیان مواضع ایران در مسائل بین‌المللی، تعامل با مقامات کشورهای مختلف، و ارائه تصویری متفاوت از ایران انجام شد، بازتاب گسترده‌ای در رسانه‌های داخلی و خارجی داشت.

### اهداف اصلی این سفر
- شرکت و سخنرانی در هفتاد و نهمین مجمع عمومی سازمان ملل متحد[۱۶]
- بیان مواضع جمهوری اسلامی ایران در مسائل بین‌المللی[۲۸]
- بیان دیدگاه‌های ایران در مورد مسائل منطقه‌ای و جهانی[۲۸]
- دیدار و گفتگو با مقامات کشورهای مختلف، از جمله رهبران اروپایی[۱۳]
- برگزاری نشست‌های خبری و مصاحبه با رسانه‌های بین‌المللی[۱۳]
- دیدار با اندیشکده‌ها و ملاقات با ایرانیان مقیم آمریکا[۲۸]
- ارائه تصویری واقعی و متفاوت از ایران به جهانیان.

### دیدارها با شخصیت‌های سیاسی جهان
دیدارهای پزشکیان در این سفر
- آنتونیو گوترش دبیرکل سازمان ملل
- عبدالله دوم پادشاه اردن
- شارل میشل رئیس شورای اروپا
- رجب طیب اردوغان رئیس‌جمهور ترکیه
- صباح خالد صباح ولیعهد کویت
- امانوئل مکرون رئیس‌جمهور فرانسه
- رومن رادف رئیس‌جمهور بلغارستان
- ویولا آمهرد رئیس‌جمهور وقت سوئیس
- یوناس گار استوره نخست‌وزیر نروژ
- عبدالفتاح برهان رئیس شورای حاکمیتی سودان
- الکساندر اشتوب رئیس‌جمهور فنلاند
- امامعلی رحمان رئیس‌جمهور تاجیکستان
- الکساندر ووچیچ رئیس‌جمهور صربستان
- شهباز شریف نخست‌وزیر پاکستان
- نجیب میقاتی نخست‌وزیر وقت لبنان
- وانگ یی وزیر خارجه چین

### محورهای اصلی سخنرانی و دیدارهای پزشکیان
- تأکید بر اهمیت صلح و امنیت بین‌المللی[۱۶]
- انتقاد از یکجانبه‌گرایی و مداخله خارجی در امور داخلی کشورها[۱۶]
- تشریح مواضع ایران در مورد برجام و مسائل هسته‌ای[۱۶]
- بحث در خصوص مسائل منطقه‌ای، به ویژه بحران غزه[۱۶]
- تأکید بر حقوق ملت ایران[۲۲]
- دعوت به گفتگو و تفاهم بین ملت‌ها، به ویژه بین ایران و آمریکا[۲۲]
- ارائه تصویری واقعی از ایران و ایرانیان.[۳۰]
- تأکید بر اهمیت سازمان ملل متحد در حل مسائل دیپلماتیک.[۲۲]

### نتایج و بازتاب‌ها
این سفر، بازتاب گسترده‌ای در رسانه‌های داخلی و خارجی داشت. بسیاری از تحلیلگران، این سفر را گامی مثبت در جهت دیپلماسی فعال ایران و تعامل با جامعه بین‌المللی ارزیابی کردند.
- تلاش برای دیپلماسی فعال و ایجاد ارتباط با مقامات کشورهای مختلف[۲۳]
- بیان مواضع ایران در سطح بین‌المللی[۲۸]
- ارائه تصویری متفاوت از ایران در رسانه‌های بین‌المللی[۳۱]
- دیدار با ایرانیان مقیم آمریکا و تقویت ارتباط بین دولت و مردم[۳۰]
- تأثیرات اقتصادی احتمالی در بهبود روابط اقتصادی با کشورهای اروپایی[۲۳]

همچنین رسانه‌های خارجی، به تأثیر این سفر در عرصه دیپلماتیک نیز اشاره کرده‌اند، و آن را تلاشی از جانب ایران، برای شکستن انزوای بین‌المللی تلقی کرده‌اند.

### حواشی سفر
این سفر، حواشی مختلفی نیز به همراه داشت، از جمله:
- بازتاب‌های متفاوت رسانه‌ای در خصوص دیدارهای انجام شد[۳۱]
- مسائل مربوط به روابط ایران و آمریکا[۳۳]
- بحث در خصوص تأثیرات منطقه ای این سفر.[۳۴]

## قطر
سفر مسعود پزشکیان، رئیس‌جمهور ایران، به قطر، در شرایط حساس منطقه‌ای، از اهمیت ویژه‌ای برخوردار بود. این سفر، که با هدف رایزنی در مورد مسائل منطقه‌ای، گسترش همکاری‌های دوجانبه، و شرکت در مجمع گفتگوی همکاری آسیا (ACD) انجام شد، بازتاب گسترده‌ای در رسانه‌های داخلی و خارجی داشت.

### اهداف اصلی این سفر
- گفتگو دربارهٔ تعاملات اقتصادی، فرهنگی و اجتماعی با دولت قطر، که احتمالاً منجر به امضای توافق‌نامه‌هایی می‌شود[۱۳]
- رایزنی در مورد وضعیت منطقه‌ای و چگونگی همکاری کشورهای اسلامی[۱۳]
- شرکت در نوزدهمین نشست مجمع گفتگوی همکاری آسیا (ACD)[۳۵]

این سفر در شرایطی انجام شد که منطقه خاورمیانه در پی حمله ایران به اسرائیل و احتمال پاسخ اسرائیل (که البته بعداً صورت گرفت)، تنش‌های بسیار بالایی را تجربه می‌کرد.

### روند سفر و دیدارها
پزشکیان در این سفر، علاوه بر شرکت در مجمع گفتگوی همکاری آسیا (ACD)، با تمیم بن حمد آل ثانی امیر قطر و مقامات ارشد قطری دیدار و گفتگو کرد. همچنین، دیدارهای مشترکی با وزرای خارجه کشورهای عربی و وزیر امور خارجه ایران انجام شد.
یکی از نکات قابل توجه این سفر، اسکورت هوایی هواپیمای حامل رئیس‌جمهور ایران توسط جنگنده‌های نیروی هوایی ارتش جمهوری اسلامی ایران بود.

### محورهای سخنرانی و دیدارها
محورهای اصلی سخنرانی و دیدارهای پزشکیان عبارت بودند از:
- بحران غزه و تلاش برای ایجاد یک موضع مشترک در برابر اقدامات اسرائیل
- بحث در خصوص موضوعات اقتصادی و انرژی
- موضوع دارایی‌های ارزی ایران در بانک مرکزی قطر

نتایج و بازتاب‌ها
این سفر، نتایج و بازتاب‌های گوناگونی به همراه داشت:
- تلاش برای همگرایی و ایجاد موضع مشترک با کشورهای عربی در خصوص مسائل منطقه‌ای
- تأکید بر اهمیت نقش قطر در میانجی‌گری منطقه‌ای
- بحث و تبادل نظر در خصوص دارایی‌های ارزی ایران در بانک مرکزی قطر